# David Altmejd
David Altmejd (Montreal, 1974) is een Canadees beeldend kunstenaar. Hij verzorgde de Canadese inzending voor de Biënnale van Venetië in 2007.

## Kunst
David Altmejd maakt sculpturen die vaak het onderscheid tussen interieur en exterieur, oppervlak en structuur, representatie en abstractie doen vervagen. Het menselijk lichaam in relatie tot processen van verval, vernieuwing en transformatie is een hoofdthema, waarbij sommige sculpturen zichzelf lijken te creëren of te vernietigen. De sculpturen, die variëren van monumentale werken tot kunst op hoofdschaal, bevatten vaak een groot aantal verschillende materialen, waarvan de combinaties boeiend, verontrustend of enorm poëtisch kunnen zijn. Gemotiveerd door de onzichtbare werelden die vaak onder de oppervlakte van de dingen bestaan, onthult David Altmejd de verborgen structuren in zijn werken door middel van negatieve ruimtes: gaten, scheuren en met kristallen gevulde openingen zijn een terugkerend motief. 

## Biografie
David Altmejd woont en werkt in Los Angeles. Hij heeft een studie beeldende kunst aan de Université du Québec à Montréal gevolgd, waar hij afstudeerde in tekenen en schilderen. Daarna studeerde hij in 1998 ook af als beeldhouwer. Hij raakte gefascineerd door biologie en sciencefictionfilm en verhuisde naar New York. In 2001 haalde hij een master aan de Columbia Universiteit.

Zijn werk was het onderwerp van een grote overzichtstentoonstelling getiteld Flux in het Musée d'Art Moderne de la Ville de Paris, Frankrijk, die reisde naar het MUDAM in Luxemburg en het Musée d'Art Contemporain de Montréal, Canada (2014-15).

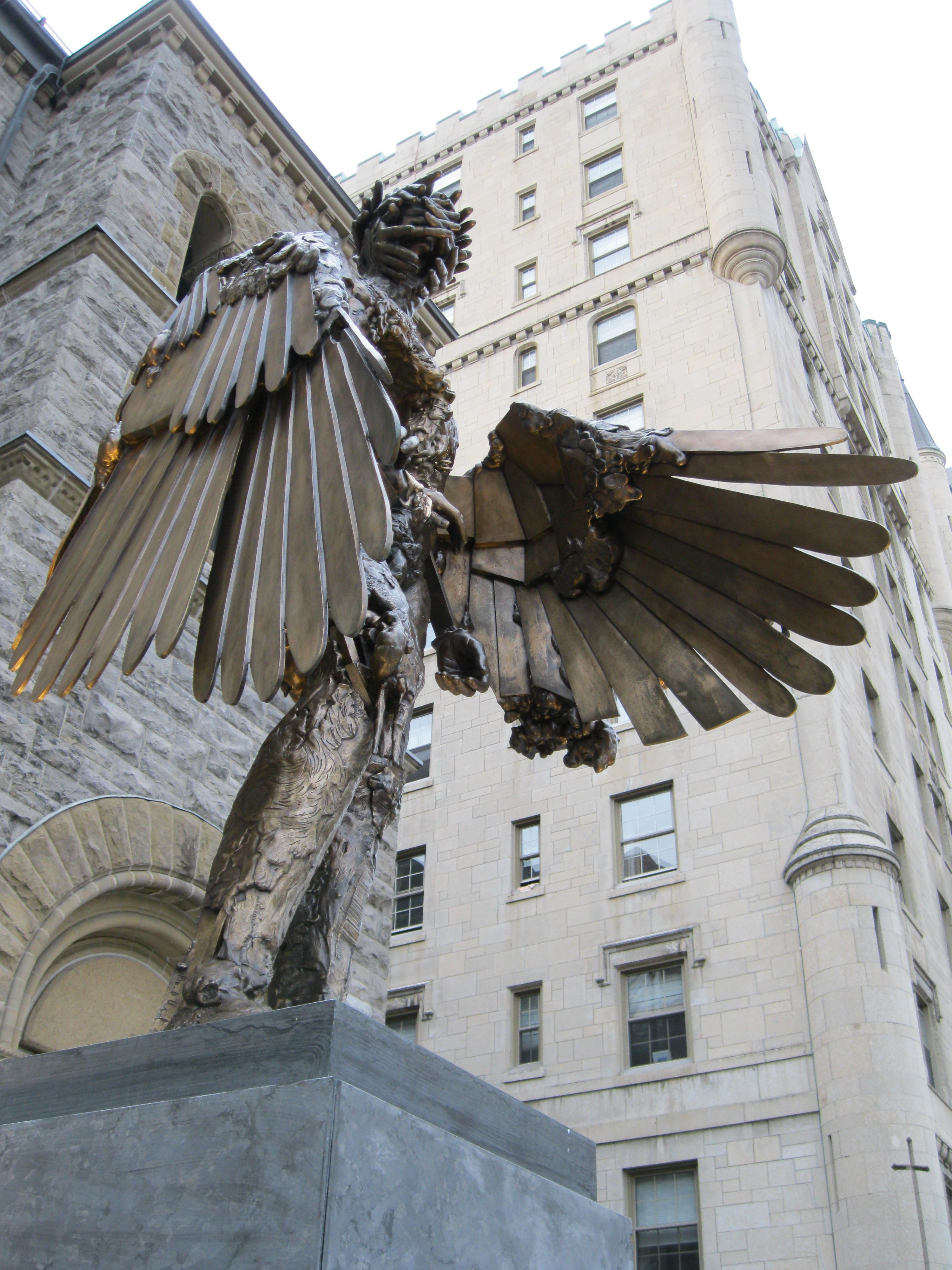
L'Œil (2010-2011), Musée des beaux-arts, Montreal